# Taraxacum laevigatum
Taraxacum laevigatum es una especie de planta herbácea de la familia de las asteráceas. Es originaria de Europa.

## Descripción
Planta herbácea que forma una roseta basal solitaria de hojas profundamente divididas. Capítulo con flores de color amarillo pálido, con brácteas externas con un estrecho margen membranoso. Muy variable en casi todos sus caracteres. 
Observaciones : Género complejo con numerosas especies descritas muy similares entre ellas. Para identificar algunas de les especies del género con claridad a menudo es necesario consultar varias claves de clasificación.

## Hábitat y distribución
Tiene una distribución plurirregional.